# Henry Merritt Paulson Jr.
Henry Merritt "Hank" Paulson Jr. (Palm Beach, 28 de marzo de 1946) es un empresario estadounidense que fue secretario del Tesoro de Estados Unidos y miembro del Directorio de Gobernadores del Fondo Monetario Internacional. Previamente, se desempeñó como presidente del directorio y presidente ejecutivo de Goldman Sachs, uno de los mayores bancos de inversiones del mundo. 
Paulson fue nombrado secretario del Tesoro por el presidente estadounidense, George W. Bush, en sucesión de John Snow, el 20 de mayo de 2006, y cumplió estas funciones hasta el 20 de enero de 2009, oportunidad en la que fue sucedido por Timothy Geithner. El 28 de junio de 2006, el Senado estadounidense lo confirmó en el cargo, por el que juró oficialmente en una ceremonia en el Departamento del Tesoro el 10 de julio de 2006. 
Su fortuna se estima en al menos 92 millones de dólares en 2016, pero podría ser mucho mayor.

## Primeros años
Paulson nació en Palm Beach, Florida, hijo de Marianna Gallaeur y Henry Merritt Paulson, quien era dueño de un negocio de mayorista de joyas. Creció en Barrington Hills, Illinois. Obtuvo su licenciatura en artes y literatura inglesa en Dartmouth College en 1968, donde fue miembro de la sociedad Phi Beta Kappa. Asimismo, integró la fraternidad Sigma Alpha Epsilon y fue presidente de la Asociación Cristiana de la Ciencia. En 1970, Paulson obtuvo una maestría en administración de negocios en la Escuela de Negocios de Harvard. Con su esposa Wendy, a quien conoció durante el último año de universidad, tuvo dos hijos: Henry Merritt III y Amanda Clark.

## Carrera
De 1970 a 1972, Paulson se desempeñó como asistente de planta del secretario asistente de defensa en el Pentágono. Luego trabajó para el gobierno del presidente estadounidense Richard Nixon, como asistente de John Ehrlichman, de 1972 a 1973. 
En 1974 se integró a Goldman Sachs, en la oficina de Chicago de la firma. En 1982, se convirtió en asociado y en 1983 hasta 1988, lideró el grupo de banca de inversión para la región medio-occidental de Estados Unidos, para luego convertirse en administrador asociado de la oficina en Chicago en 1988.
Desde 1990 a 1994, fue copresidente de banca de inversión y más tarde presidente ejecutivo, desde diciembre de 1994 a junio de 1998.
Su paquete de compensación, según informes, llegó a los 37 millones de dólares en 2005, y 16,4 millones de dólares proyectados en el 2006.

## Otras actividades
Paulson es definido como un amante ávido de la naturaleza. Fue miembro del Consejo de Conservación para la Naturaleza por décadas y presidente del directorio de la división para el Asia-Pacífico del organismo. Allí, colaboró junto al expresidente de la República China, Jiang Zemin, para preservar el Cañón del Salto del Tigre en la provincia de Yunan.
Además, se dice donó 100 millones de dólares en acciones de Goldman Sachs a una fundación familiar dedicada a la conservación y educación medioambiental.

## Acciones como Secretario del Tesoro
Paulson hizo notar que la amplia brecha entre los estadounidenses más ricos y los más pobres era uno de los "cuatro principales asuntos económicos que deben ser enfrentados" por el gobierno de Estados Unidos. También se refirió al tema en una de sus primeras apariciones públicas como Secretario del Tesoro.
Al igual que él, los tres presidentes ejecutivos de Goldman Sachs anteriores a su gestión se convirtieron en trabajadores para el gobierno: Corzine como senador (y más tarde Gobernador de Nueva Jersey), Friedman como presidente del Consejo Nacional Económico (y después presidente del directorio del Consejo Asesor de Inteligencia del presidente), y Rubin, ambos como presidente del directorio de NEC, y más tarde secretario del Tesoro del Presidente Bill Clinton.
Incursionó en el mundo de la literatura a través de su libro "On the brink", un compendio de memorias acerca de su vida profesional tanto en Goldman Sachs como en el Tesoro. A través de estas memorias se puede descubrir una personalidad extremadamente traviesa y juguetona que caracterizó a Paulson. Un episodio memorablemente travieso y cómico es cuando en una cena no se sentó con Bush.
El ex colega de Paulson en Goldman Sachs, Bob Steel, fue nombrado Subsecretario del Tesoro de Finanzas Domésticas.